# 水中フィルター

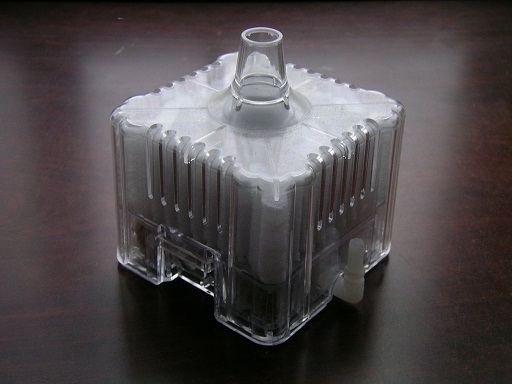
エアリフト式外観

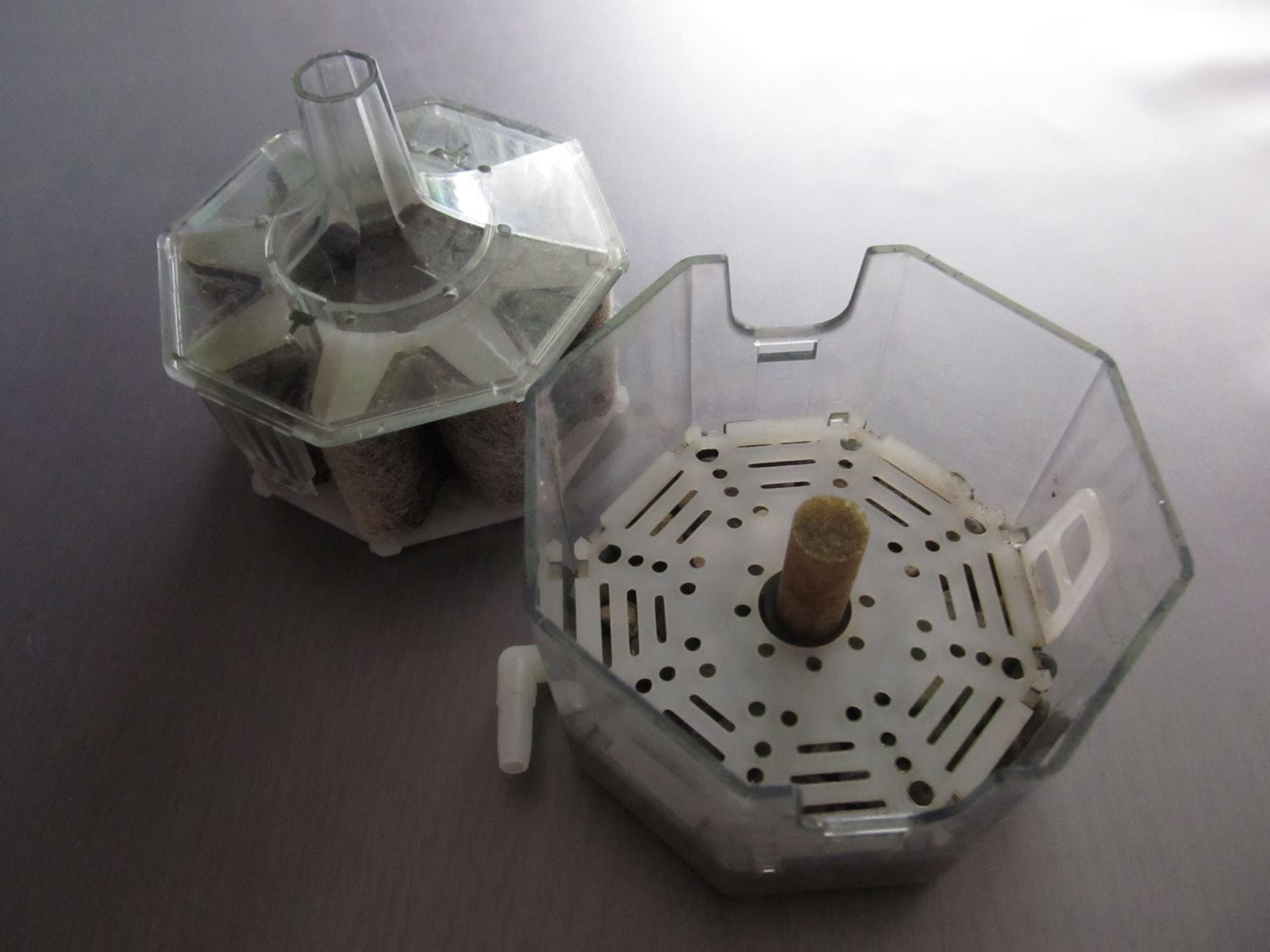
使用中のエアーリフト式で汚れとバクテリアが付いている。

水中フィルター（すいちゅうフィルター）とは観賞魚用のアクアリウム水槽内（水中）に設置するフィルター（濾過装置）の一種である。構造が単純であるために壊れにくくメジャーである。インペラー式は水中に設置し二酸化炭素を逃がさないため水草飼育にも適している。

## 構造
筐体の多くは角柱あるいは円柱型をしており、水の吸込み穴やスリット類、濾過部、水を送る部分に分けられ、上部に濾過された水が出る煙突状の筒が排水部となっているものが多い。ろ材の汚れ具合が見えるように筐体は透明または半透明になっている。本体のサイズは直径7センチ程度から大きくても20センチほど。材質はポリスチレン、ABSが一般的。
底面や側面などに水槽内の水を取り込む穴があり、濾過は、繊維素材、吸着素材、砂利などによって行われ、これらに汚れや濾過バクテリアが付着する。筐体内では水槽水が中で複雑な動きをし、多方向から水を取り込むことで小型でも高い濾過性能が得られるように工夫されている。
水槽水を取り込み排出する機構は二種類ある。

### エアーリフト式
エアーリフトとはエアーポンプによるエアレーションを利用したもので、エアーストーンによる気泡によって底面から上部排出パイプ部へ水を送る。空気をエアーポンプなどからエアホースで送り、排出パイプ内の下部分に設置したエアーストーンから細かい泡を発生して水を送る方式。別名は「投げ込み」であり、最もメジャーとなった濾過装置の一つである。強いエアレーションを兼ねる。

### インペラー式
水中ポンプにより飼育水を吸込み排出する方式。エアーリフト式フィルターと同じように本体を水中に設置し使用するが、エアホースが必要ではない一方、本機器自体に水中ポンプ用電源を必要とする点が異なる。流量が多い為濾過速度は速い。
- コーナーフィルター 水槽の角に設置しやすいように筐体を長細い角柱としたものは「コーナーフィルター」等とも呼ぶ。

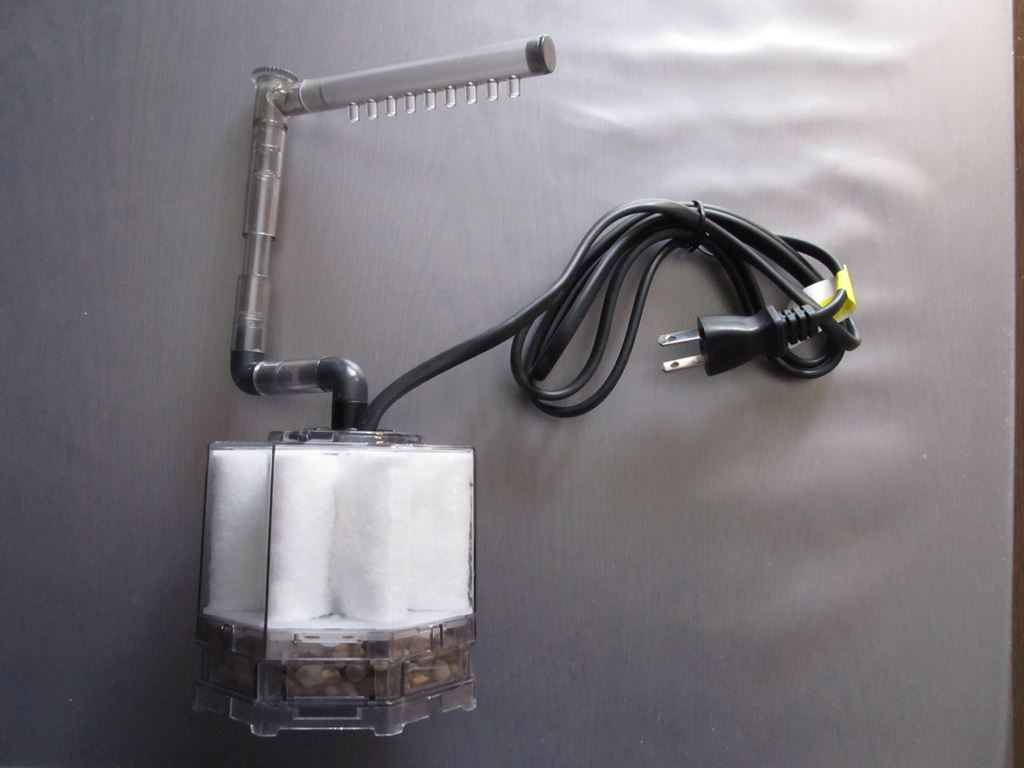
エアリフト式とほぼ同じ筐体で、エアリフト式のエア部分に水中ポンプを内蔵したインペラー式
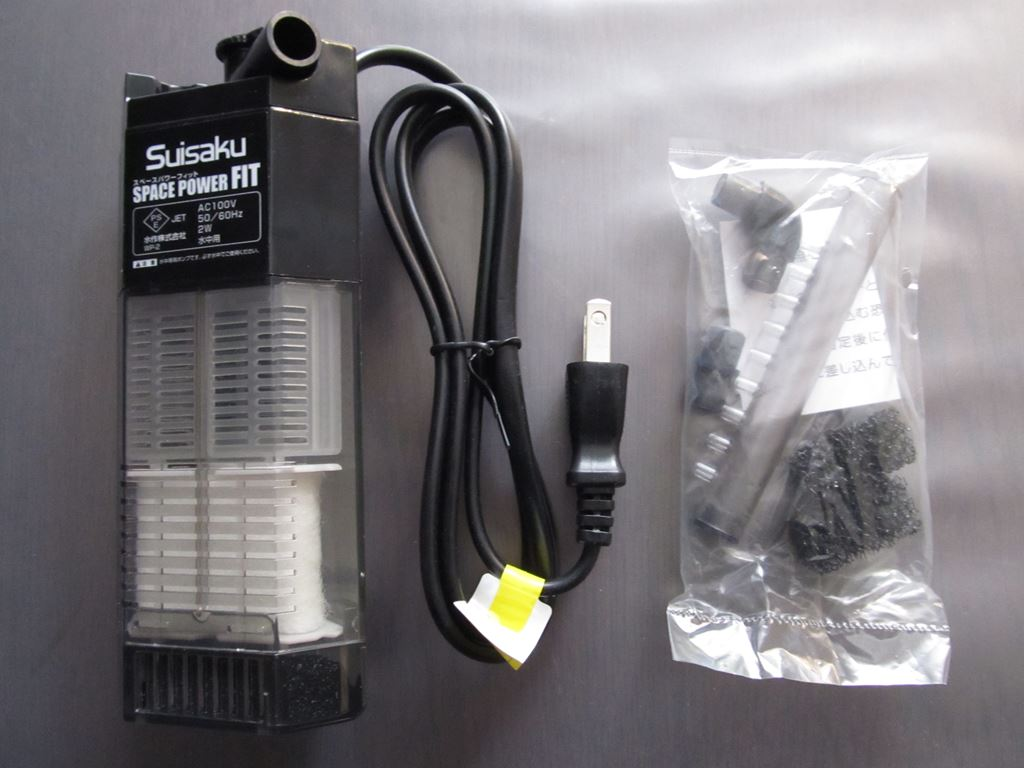
長細い角柱のインペラー式（出口に送出パイプを接続する）

## ろ材

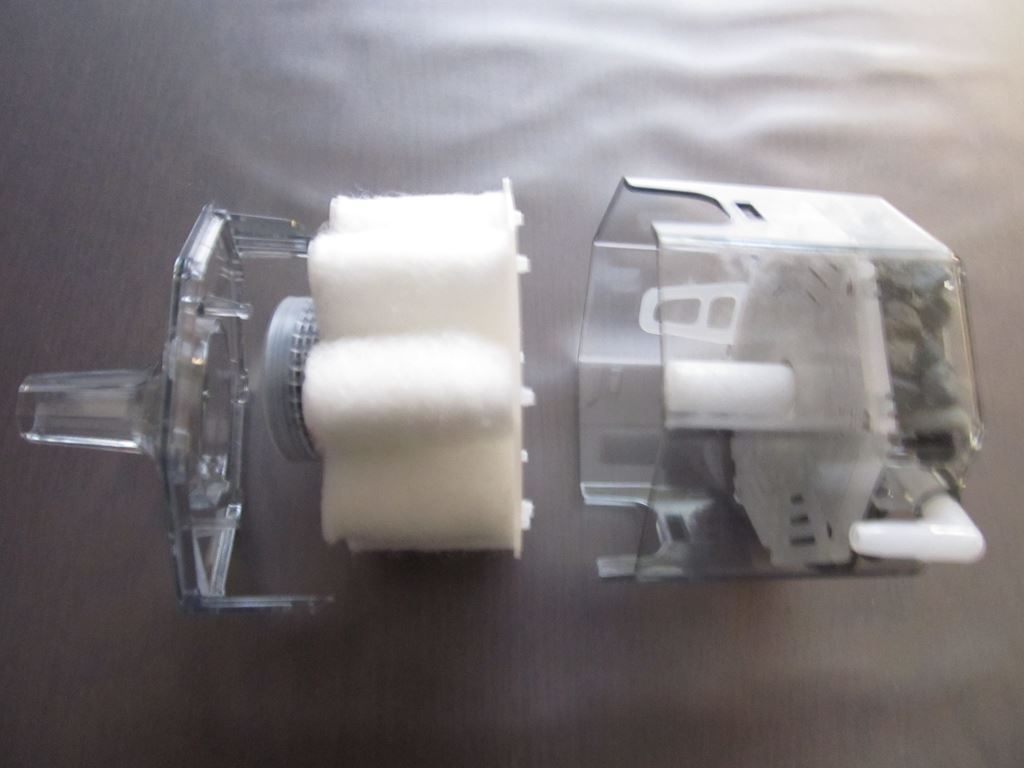
通常のろ材と活性炭カートリッジを組み合わせたもの

ろ材は、スポンジ類、砂利、活性炭等各種であり、複数のろ材を組み合わせるカートリッジ式のものもある。これは汚れを吸着・分解する為にある。使用に伴いフィルター内にバクテリアが繁殖し、汚れを分解する能力が向上する。エアレーション式は空気が供給されるためにより、さらに濾過バクテリアが増えやすい。

### 濾過のメカニズム
各社モデル毎の構造により異なるが、フィルター内の水が上方へ流れ出すことにより、底面の穴から砂利を通り物理濾過、または側面の穴からろ材を通り物理濾過されながら水槽内の水が導入される。この際、フィルターについた汚れが生物分解・化学分解される。エアーリフト式は、エアストーンによる爆気で、さらに濾過が促進される。

## 使用方法

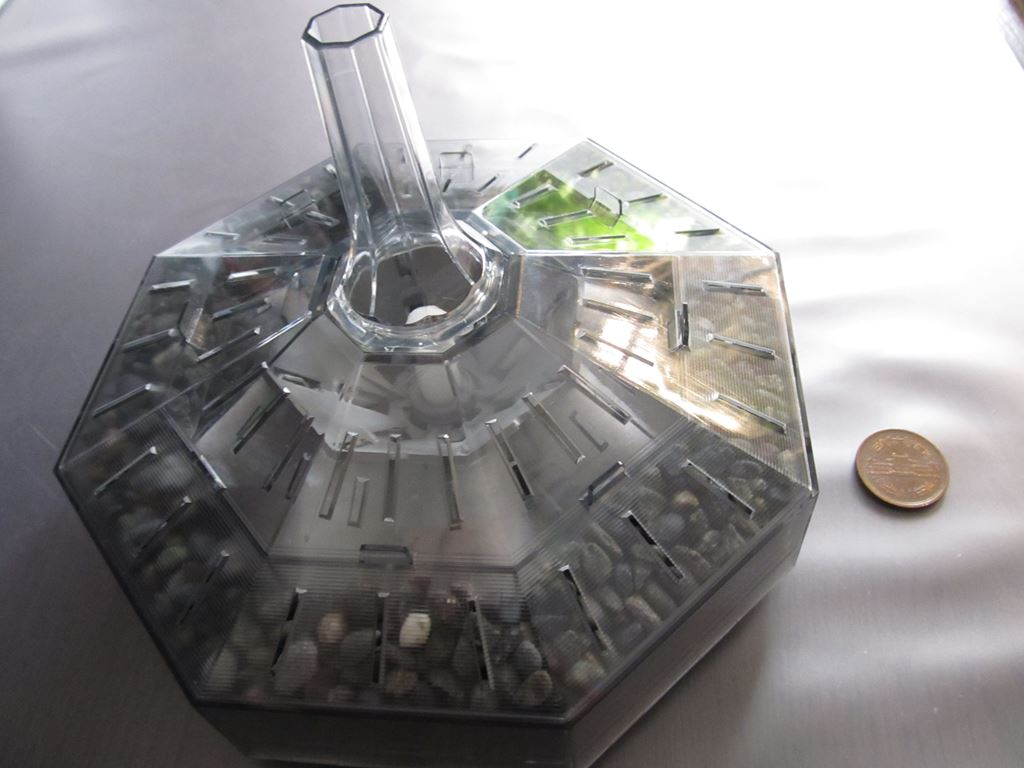
底砂に埋めて使用する事を前提としたもの

通常は水槽の底に設置するが、底砂（砂利）に埋める場合もある。水の流れを調整するためには追加のパイプを接続する。ろ材の汚れがひどくなってきたら、洗って再利用する。その際は、洗剤を使用せず飼育水などを利用して軽く洗い、バクテリアの死滅を防ぐ。魚に餌を与える時、濾過と共にえさも吸い込んでしまう為、フィルターから遠い場所に投下したり、フィルターの電源を一時的に切る運用方法もある。
他のフィルターと組み合わせて（サブまたはメイン）使用、またバケツなどで一時使用する場合がある。
- 底面ベースの使用

水中フィルターを底面式フィルター用ベースに接続して使用する方法がある。これは、底面式フィルター単体より大きな濾過能力を持つ。

## 主な機種
- 水作エイト・ニューフラワー・ジャンボ・スペースパワーフィット・水作コンセプトなど（水作株式会社）
- ロカボーイ・コーナーパワーフィルターシリーズ（ジェックス）
- ろかドームシリーズ（コトブキ工芸）
- プクプクドームシリーズ（スドー）
- ロカパル（ニッソー）